# Phyllanthus ovatifolius
Phyllanthus ovatifolius är en emblikaväxtart som beskrevs av Johannes Jacobus Smith. Phyllanthus ovatifolius ingår i släktet Phyllanthus och familjen emblikaväxter. Inga underarter finns listade i Catalogue of Life.